# Zonitis sulcicollis
Zonitis sulcicollis är en skalbaggsart som beskrevs av Willis Blatchley 1910. Zonitis sulcicollis ingår i släktet Zonitis och familjen oljebaggar. Inga underarter finns listade i Catalogue of Life.